# Werner Grambek
Werner Grambek († 1460 in Lübeck) war Kaufmann und Ratsherr der Hansestadt Lübeck.

## Leben
Der Kaufmann Werner Grambek ist 1443 als Geschworener des Hansekontors in Brügge belegt. Er wurde 1452 in den Lübecker Rat erwählt. 1460 vertrat er die Stadt bei den Verhandlungen zwischen dem Rat der Stadt Lüneburg und den in Lübeck ansässigen Gläubigern Lüneburgs. Er bewohnte in Lübeck das Haus in der Mengstraße 54.